# سبتيموس هيب
سبتيموس هيب هي سلسلة من الروايات الخيالية التي تتميز ببطل الرواية الذي يحمل نفس الاسم، كتبها المؤلف الإنجليزي إنجي ساج. إجمالاً، يضم سبع روايات بعنوان ماجيك والتدفق والفيزياء والبحث وسيرين ودارك والرفاق. الأول (ماجيك) 2005 والنهائي (فيري) 2013. تم نشر ملحق بالألوان الكاملة للمسلسل بعنوان أوراق ماجيكال في يونيو 2009، كما تتوفر أيضًا رواية قصيرة على الإنترنت بعنوان العلجوم المظلم. ثلاثية تكميلية، سلسلة تود هانتر مون، بدأت بعد سبع سنوات من أحداث فيري، وبدأت في أكتوبر 2014.
تدور أحداث المسلسل حول مغامرات سبتيموس هيب الذي يتمتع، بصفته الابن السابع للابن السابع، بقوى سحرية غير عادية. بعد أن أصبح متدربًا لمعالج («استثنائي») للمسلسل، مارسيا أوفرستراند، يجب أن يدرس لمدة سبع سنوات ويوم حتى تنتهي فترة تدريبه المهني. في الكتاب الأول، عُرف باسم 412 سعيد عبد المجيد عبد الله، حتى كشفت عمته، زيلدا زانوبا هيب، عن هويته الحقيقية. تقع مغامراته في سياق دفء وقوة عائلته، وتطورت جنبًا إلى جنب مع مغامرات جينا، أخته بالتبني، وريثة عرش القلعة، المجتمع الذي يعيشون فيه. تصف الروايات، التي تدور أحداثها في عالم رائع متقن، التحديات العديدة التي يجب على سبتيموس وأصدقاؤه التغلب عليها.
ظهرت الكتب في قوائم الكتب الأكثر مبيعًا على المستوى الوطني وحظيت بإشادة النقاد في جميع أنحاء العالم، وارنر برذرز. حصلت على حقوق إنتاج فيلم بناءً على الكتاب الأول. تمت الإشارة إلى المسلسل بواقعية وغنى شخصياته، والطبيعة الجذابة لمغامراتهم، وروح الدعابة. تمت مقارنته بهاري بوتر وأعمال أخرى ضمن هذا النوع.

## تطوير
قالت المؤلفة إنجي سيج إن شخصية سبتيموس هيب ومصيره النهائي والعالم الذي يسكنه، تشكلت بالكامل في خيالها منذ البداية، لكنها لم تقرر الخطوات الوسيطة في رحلته، ولا على الشخصيات التي سنلتقي. وصفت سيج عالم سبتيموس هيب بأنه مكان يظهر فيه فجأة العديد من المخلوقات والأشخاص ويشاركون في الأحداث. وتعليقًا على تطور شخصية سبتيموس هيب، وصفته سيج بأنه شخص في عالم غريب ومعاد وليس لديه أي فكرة عن هويته الحقيقية. اكتسب المسلسل زخماً مع تطور شخصية مارسيا أوفرستراند، والتي يعزوها سيج كمصدر إلهام. يتركز سبتيموس هيب على دفء وقوة عائلة هيب. قالت سيج في مقابلة:
سيج تحتفظ بقارب (يسمى موريل) في الحياة الواقعية، كما تفعل شخصية سالي مولين في ماجيك. من الإلهام الآخر للمسلسل حب سيج للتاريخ والمناظر الطبيعية الضبابية في كورنوال، حيث عاشت قبل بدء المسلسل. عامل آخر في تطور المسلسل كان حبها لأحلام اليقظة: "ببطء.. الكثير من التفكير، وأحلام اليقظة. أنا من أشد المعجبين بأحلام اليقظة والتحديق من النافذة. ثم احتفظ بكل أفكاري في مظروف قديم برقبة للأعمار". مع ويلتون فيليدجر، وسعت حكيم إلهامها وراء هذه السلسلة. "لقد كانت فكرة خطرت لي لفترة طويلة جدًا، وانتظرت وقتًا طويلاً حتى تنمو وتتطور. [...] أحاول كتابة الكتب التي كنت أتمنى أن أقرأها عندما كنت طفلاً ومراهقًا. [...] بدأ كل شيء مع تهجئة العنوان الأول، "ماجيك". شعرت أن الطريقة التي يتم بها تهجئة السحر تجعل الناس يفكرون في استحضار الحيل وسحرة المسرح وأردت تجنب ذلك، ولكن في الماضي، قبل أن تصبح التهجئة موحدة، كان الناس يتهجون الكلمات بالطريقة التي يختارونها، أحيانًا بطرق مختلفة في نفس الجملة. غالبًا ما كان السحر يتهجى ماجيك، لذلك كل ما فعلته هو تغيير ذلك قليلاً. بعد ذلك واصلت استخدام التهجئة القديمة للكلمات المرتبطة بالسحر وما هو خارق للطبيعة. يجعلهم يبدون مختلفين قليلاً، ويمنحهم نكهة مختلفة.

## السلسلة والكتب ذات الصلة

### ماجيك
تدور حبكة الكتاب الأول، بعنوان ماجيك (نُشر في مارس 2005)، حول عائلة فوبر كومة: سيلاس، ساره وأطفالهما السبعة. تبدأ القصة عندما وجد سيلاس جينا في الثلج. وُلد سبتيموسفي نفس اليوم، ولكن القابلة أعلنت عن وفاته، التي سرقت الطفل وأحضرته إلى دوم دانيل، الساحر الشرير. ومع ذلك، يتم الخلط بينه وبين ابن القابلة ويتم إرساله إلى الوصي الأعلى للمساعدة في إنشاء جيش صبي. في عيد ميلادها العاشر، علمت جينا من الساحرة الخارجية مارسيا أوفرستراند أنها أميرة، لكنها وعائلة هيب في خطر. جينا ونيكو هيب يهربان إلى منزل خالتهما زيلدا. يرافقهم عضو في الجيش الشاب يُدعى صبي 412، الذي يكتشف قواه السحرية وخاتمه الأسطوري أثناء وجوده في زيلدا. تم سجن مارسيا في قارب دوم دانيال، الانتقام، وتموت تقريبًا، ولكن تم إنقاذها بواسطة صبي 412 وجينا ونيكو بعد أن عثروا على زورق التنين الطائر في كهف سري بجوار منزل زيلدا الريفي حيث وجدت جينا حجرًا جميلًا. في نهاية الرواية، تم الكشف عن الصبي 412 ليكون سبتيموس، وعائلته تسمع عن ماضيه.

### فلايت
الكتاب الثاني، فلايت (نُشر في مارس 2006)، يبدأ بسبتيموس (الآن المتدرب في الساحرة غير العادية مارسيا أوفرستراند) الذي يشهد اختطاف جينا من قبل شقيقها الأكبر سيمون هيب. بعد طلب المساعدة من نيكو وصديق من جيش الشباب (الصبي 409 / ولد الذئب)، وجد سيبتيموس جينا في الميناء، لكن سيمون تبعهما. يطيرون إلى القلعة في قارب التنين ويشاركون في قتال جوي مع سيمون في الطريق. تتعرض حياة مارسيا للتهديد من قبل عظام دوم دانيل التي تم تجميعها، ولكن بمساعدة سيبتيموس، دمرته. تتميز الرواية أيضًا باكتشاف سحر فلايت المفقود، والذي يعطي الكتاب عنوانه، ويتضح أن الحجر الذي أعطته جينا لسيبتيموس هو بيضة تفقس في تنين أطلق عليه سيبتيموس اسم سبيت فير.

### فيزيك
خصم الكتاب الثالث، فيزيك (نُشر في مارس 2007)، هو روح الملكة إيثيلدريددا التي يبلغ عمرها 500 عام، والتي أطلقها سيلاس هيب بالصدفة. ترسل سبتيموس إلى ابنها الخالد مارسيلوس باي. يتم نقله إلى الوراء في الوقت المناسب ليصبح متدربًا الشاب مارسيلوس باي، وهو كيميائي يعلمه عن فيزيك. في الجدول الزمني الحالي للرواية، أصيبت القلعة بطاعون قاتل أنشأه مخلوق يشبه الفئران تملكه الملكة إيثيلدريددا التي لديها خطة لاكتساب الحياة الأبدية. تلتقي جينا ونيكو بالتاجر الشاب سنوري سنوريللسين الذي يسافران معه في الوقت المناسب لإعادة سبتيموس على الرغم من عدم تمكن نيكو وسنوري من الهروب. هناك، يتم اصطحاب جينا إلى الملكة الحية إثيلدريددا باعتبارها ابنة الأميرة إسمريلدا كوين إثيلدريددا التي اختفت، لكنها تهرب مع سيبتيموس ويعودون إلى القلعة الحالية. ثم تدمر مارسيا الروح الجوهرية لاثيلدريددا ويخمر سبتيموس ترياقًا للطاعون (المرض) باستخدام معرفته في فيزيك. عندما يتم تدمير اثيلدريددا، يظهر التاج الحقيقي المفقود للملكة اثيلدريددا وتأخذه جينا عندما تصبح ملكة.

### كويست
رحلة البحث عن الكتاب الرابع، كويست (نُشر في أبريل 2008)، هو رحلة إلى بيت الفوركس، حيث «تلتقي جميع الأوقات»، لإعادة نيكو وسنوري، اللذين حوصرا هناك بعد أحداث الكتاب الثالث. يتم إرسال سبتيموس في هذه المهمة إلى أظلم القدر لميرين ميريديث، التي تحمل الآن الحلقة ذات الوجهين بواسطة شبح يسمى تريوس سموك. بمساعدة جينا وصديقه بيتل، من بين آخرين، قام بتجميع خريطة لبيت الفوركس. عندما يصلان إلى المنزل، يلتقي سبتيموس بهوتب رع، أول معالج غير عادي، بينما تجد جينا وبيتل نيكو وسنوري. تصل مارسيا وسارة هيب إلى خارج المنزل في سبيت فاير، ويعودان معًا إلى وقتهما الخاص.

### سيرين
الكتاب الخامس، سيرين (نُشر في سبتمبر 2009)، يستمر من حيث انتهى كويست. يجلب سيبتيموس أصدقائه إلى الميناء، وهو مكان بجانب البحر حيث تأتي السفن وتذهب، وعندما يعيد أصدقائه، يُحاصر هو وجينا وبيتل في جزيرة غامضة. هناك يلتقي بفتاة غامضة تدعى سيرا سيارا تخبره أن سيرين (ومن هنا جاء اسم الكتاب) تمتلكها روح شريرة، كما تخبره عن مؤامرة خطيرة من تريوس سموك لتدمير القلعة. يوقف سيبتيموس بمساعدة الآخرين وجيني السحر المأمون الذي أرسلته إليه العمة زيلدا، غزو القلعة من قبل فوم ومحاربيه (سُرقوا من ميلو باندا، زوج الملكة الميتة ووالد جينا) وينقذ سيرة من سيرين.

### دارك
الكتاب السادس، دارك (نُشر في أمريكا في يونيو 2011 وإنجلترا في أكتوبر 2011)، يرى سبتيموس وأصدقاؤه يقاتلون مجال دارك الذي اجتاح القلعة وكل شيء وكل شخص فيها. الشيء الوحيد الذي يقف بينهما هو ميرين ميريديث الذي أنشأ المجال المظلم بيد عصابته من الأشياء ودارك دراجون. تم نفي آلثر ميلا عن طريق الخطأ من قبل مارسيا عندما كانت تحاول إبعاد تريوس سموك (التي لحسن الحظ، نفت أيضًا) ويريد سبتيموس إطلاق سراحه من دارك هوت معتقدًا أنه يمكن أن يساعد في التراجع عن دارك. عندما تقوم مارسيا أوفرستراند، المعالج الإضافي العادي بإلغاء تعويذة دارك بمساعدة الرموز المزدوجة، كل شيء على ما يرام. تصبح بيتل الكاتب المحكم الرئيسي، يجتمع سيمون مع عائلته بعد أن ترك ماضيه وراءه والأميرة جينا سعيدة بعودة القصر والقلعة إلى طبيعتهما.

### فير
يرى فير (نُشر في أبريل 2013) أن طاقم الممثلين يتميز بأصعب التحديات حتى الآن حيث يقترب سبتيموس من نهاية تدريبه معالج غير عادي. عندما هرب المعالجات دارك في الحلقة ذات الوجهين، شاماندريجر سارنو دراميندونور نارن ويسكن شقيق سيلاس كومة إرنولد وادموند يحاولون تدمير الكيماوية فير لمارسيلوس باي لكنهم هزموا وعادوا إلى الحلقة ذات الوجهين التي تم تدميرها بعد ذلك النار.

### الفوائد العرضية
سبتيموس هيب: أوراق ماجيكال (نُشرت في يونيو 2009) هي تكملة للمسلسل بتنسيق أكبر بالألوان الكاملة مع رسوم توضيحية بواسطة مارك زوغ. قالت أنجي سيج في مقابلة إنها تستمتع بعملية تطوير هذا الدليل والتفكير في هيكل الكتاب وجميع شخصياته. قال بلومزبري إن موسوعة سبتيموس هيب عبارة عن مجموعة رائعة من المعلومات حول كل جانب من جوانب عالم سبتيموس والمخلوقات التي تسكنه، بما في ذلك الملفات السرية، مقتطفات المجلة، نظرية السحر، التعويذات الأساسية السبع، إرسالات من مكتب الرسائل، التاريخ والخرائط.
العلجوم المظلم هي رواية كتاب إلكتروني لأمازون كيندل (نُشرت في فبراير 2013). تتميز الرواية بعودة دوم دانيال بالإضافة إلى ميناء ساحرة كوفن، وتقع بين ماجيك وفلايت. يتضمن الكتاب الإلكتروني فصلين من فير، الكتاب الأخير في السلسلة.
تبدأ ثلاثية تود هانتر مون بعد سبع سنوات من فير، وتدور حول أليس تودونتر مون، مبتدئ سبتيموس، الآنمعالج غير عادي. لأول مرة في ثلاثية تود هانتر مون، تلتقط باثفايندر (نُشرت في أكتوبر 2014) عالم سبتيموس هيب بعد سبع سنوات من أحداث فير، تليها ساندرايدر (نُشر في أكتوبر 2015) وستارشر (نُشر في أكتوبر 2016).

## فيلم التكيف
اشترت شركة وارنر بروس. حقوق إنتاج نسخة فيلم من الكتاب الأول، ماجيك. ستنتج كارين روزنفيلت الفيلم، مع عمل سيج كمنتج تنفيذي. وفقًا لموقع (Cinematical.com)، لن يبدأ إنتاج الفيلم قبل اكتمال فيلم هاري بوتر النهائي. قال سيج إن السيناريو سيتم تطويره بعد انتهاء إضراب الكاتب.
تم الإعلان في 17 يوليو 2009 أن الفيلم سيكون عملًا مباشرًا، مع تأثيرات متحركة للحاسوب، وديفيد فرانكل كمخرج وروب ليبر لتكييف ماجيك. اعتبارًا من عام 2009، تمت إعادة كتابة السيناريو مع كاتب السيناريو مولروني بينما كانت شركة وارنر براذرز تعمل مع استوديو لإنشاء بعض التصميمات المفاهيمية المبكرة / تطوير المظهر. علق سيج: «من المثير جدًا معرفة أن الآخرين يضعون مساهماتهم الإبداعية في عملي - إنه أمر مدهش حقًا. [...] أنا أتطلع حقًا لرؤية عالم سبتيموس بأكمله هناك على الشاشة الكبيرة وهو ينبض بالحياة».
في صفحة سبتيموس هيب الرسمية على فيسبوك، ذُكر أن «الإخوة وارنر قررت عدم الاستمرار في ذلك، للأسف. ثم اضطررنا إلى الانتظار 8 سنوات لاستعادة الحقوق، وهو ما تمكنا من القيام به في مايو. حتى الآن سبتيموس هيب هناك مرة أخرى، على أمل العثور على مسلسل تلفزيوني. لكن الأمور معقدة حيث توجد مخلفات مالية من عقد البنك الدولي. لكنني أعدك، نحن نعمل بجد لإظهار سبتيموس هيب على الشاشة!»

## الشخصيات
بطل الرواية مسمى من المسلسل هو سبتيموس هيب. بصفته الابن السابع للابن السابع، فإن سيبتيموس المسمى بجدارة يتمتع بقوى سحرية استثنائية. يشارك عيد ميلاده مع جينا، أخته بالتبني، لكن يُفترض أن عائلته قد ماتت عند الولادة. ظهر في معظم الروايات الأولى كصبي 412، وهو طفل من جيش الشباب، حيث أمضى السنوات العشر الأولى من حياته بعد أن حاول دوم دانيال اختطافه. بعد ذلك، أصبح متدربًا في معالج الساحرة غير العادية مارسيا أوفرستراند. لديه ممسحة من الشعر المجعد، ويرتدي رداءًا أخضر مبتدئًا ولديه خاتم التنين في يده اليمنى. في الرواية الثانية، حصل على تنين يُدعى سبيت فير كحيوان أليف. وفقًا لمراجعة في مانيلا ستاندرد اليوم، فإن التناقض بين الحذر الذي تعلمه منذ سن مبكرة وشوقه إلى الحب والمودة من الأسرة يجعله شخصية مثيرة للاهتمام.
تم تبنيها من قبل عائلة هيب كطفل رضيع بدلاً من سبتيموس، جينا هيب هي ابنة ملكة القلعة التي اغتيلت. هي فتاة صغيرة، بعيون بنفسجية عميقة، وشعر داكن (وكلاهما امتلكته جميع الملكات والأميرات) وبشرة نزيهة، ترتدي عباءة حمراء عميقة وخاتم الأميرة الذهبي على رأسها. يتم تصويرها على أنها محبة ورعاية في القلب، لكنها أحيانًا عنيدة جدًا. في الرواية الأولى، كانت لديها صخرة أليف تسمى بتروك تريلاوني (يُفترض أنها سميت على اسمها، والتي خسرتها عندما غمرت المياه مرام مارشيس، اكتسبت لاحقًا بطة أليفة تسمى اثيل والتي أصبحت حيوانًا أليفًا لسارة هيبس. تم التشكيك في غموض توصيف جينا، حيث علق أحد النقاد: «[أ] الأميرة أو الملكة، تأتي من ماض مضطرب وتندمج في عالم مجهول من المجتمع العادي دون أدنى فكرة عن خلفيتها الملكية. وبالتالي، يُترك القارئ يخمن ما إذا كان لديه ما لديه من قدرة على الارتقاء إلى مبادئ منصبها كحاكم للقلعة».
مارسيا أوفرستراند هي الساحرة غير العادية القوية والطموحة والمتعمدة من السلسلة. وهي تتسم بالصرامة وسوء المزاج والترهيب، ولكن قلبها طيب. يتجلى تعاطفها تجاه تلميذها سيبتيموس في الروايات، كما تتجلى مسؤوليتها في حمايته وحماية أخته، حتى في حياتها. توصف بأنها امرأة طويلة، ذات شعر مجعد طويل داكن وعينان عميقة خضراء، وترتدي بشكل عام سترة أرجوانية عميقة مع جزمة أرجوانية من جلد الثعبان. رمزها ومصدر قوتها، تميمة أخو تميمة، مما يجعلها ساحرة غير عادية، معلقة حول رقبتها. تمت الإشادة بتوصيفها المتغطرسة والعبث باعتبارها «قائمة بذاتها مكتوبة جيدًا».
الخصم الرئيسي في الروايتين الأوليين هو دوم دانيل، مستحضر الأرواح وساحر خارجي سابق يريد استعادة السيطرة على برج الساحر من مارسيا أوفرستراند. الخصم في الرواية الثالثة هو الملكة إثيلدريددا. في الكتاب الخامس، فإن الخصوم هم سيرين وتريوس سموك وفي الكتاب السادس ميرين ميريديث وغامق المجال. في السابع من المعالجات حلقة دارك. تظهر العديد من الشخصيات الأخرى بانتظام في الروايات، بما في ذلك والدا سيبتيموس سيلاس وسارة هيب، وصديق سيبتيموس بيتل، وتاجر يدعى سنوري سنوريللسين.

## الإعداد الخيالي
مثل روايات الخيال الأخرى، تدور أحداث مسلسل سبتيموس هيب في عالم خيالي. يتم توفير الخرائط في جميع الكتب. يحتوي ماجيك على خريطة للقلعة ومحيطها للميناء في الجنوب. يتم أيضًا تضمين خريطة مكبرة للقلعة. لدى فلايت خريطة توضح الأراضي الوعرة والمناطق الحدودية في الشمال. يمتلك فيزيك خريطة مكبرة للقلعة مع مزيد من التفاصيل التي توضح غرف الكيمياء. لدى كويست خريطة لبيت الفوركس، رسمها سنوري لمارسيلوس. تحتفظ سيرين بالخرائط السابقة ولكنه يضيف جزر سيرين. تذكر الخريطة الموجودة في سيرين أيضًا أن البلد الذي يعيش فيه سبتيموس يسمى «البلد الرطب الصغير عبر البحر». لدى دارك خريطة مشابهة لتلك الموجودة في ماجيك، ومع ذلك، بدلاً من تضمين مرام مارشيس الواقعة جنوب القلعة، فإنها تتضمن خريطة دارك هوت والجدول الكئيب والجاكوزي الذي لا نهاية له. كما تتضمن خريطة مكبرة للقلعة. في نهاية فير، كتب سبتيموس في الثلج أن التاريخ هو 4 يوليو 12.004. ينتهي الكتاب باقتباس من آرثر سي كلارك: «لا يمكن تمييز أي تقنية متقدمة بشكل كافٍ عن ماجيك،» في إشارة إلى أن المسلسل يقع في المستقبل البعيد. تم التلميح إلى هذا أيضًا من خلال حوار بين لوسي جرينج ووولف بوي في سيرين حول أنبوب أحمر. يقول وولف بوي إنه سمع قصصًا اعتاد الناس السفر إلى القمر في أشياء من هذا القبيل. ترفض لوسي هذا. ومع ذلك، من الواضح أنهم يتحدثون عن مهمات أبولو القمر. تلميحات إلى أن القصة تدور أحداثها في المستقبل تكشف عن نفسها أيضًا عندما يدخل سبتيموس والسيرة الممسوسة غرفة ترتفع وتنخفض بضغطة زر، مما يشير إلى أنهم استخدموا مصعدًا.

### القلعة
القلعة هي الموقع الرئيسي في السلسلة. يقع بجوار نهر على قطعة أرض دائرية الشكل، وقد تم قطعها عن الغابة المحيطة بواسطة خندق مائي اصطناعي. يقع برج الساحر والقصر والتنزه في القلعة. أسس سيج هيكل المدن القديمة المحاطة بأسوار والتي كانت مكتفية ذاتيًا تمامًا، مثل الدول الصغيرة في حد ذاتها.
برج الساحر هو المكان الذي يوجد فيه المعالج غير العادي (مارسيا أوفرستراند) جنبًا إلى جنب مع السحرة العاديين ومتدربينهم والمتدربين غير العاديين (سبتيموس كومة). تم بناؤه بواسطة أول معالج إضافي عادي، هوتيب-رع، وهو برج أرجواني من 21 طابقًا به هرم ذهبي في الأعلى، وتحيط به هالة من ماجيك. القصر هو المقر الملكي، موطن جينا وسارة وسيلا. إنه أقدم بكثير من برج الساحر بأماكن سرية، مثل غرفة الملكة، التي لا يمكن الوصول إليها إلا للملكة أو الأميرة، ولها ممر سري إلى مستنقعات مرام.

### أراضي حول القلعة

#### مرام مارشيس
إلى الجنوب من القلعة توجد مرام مارشيس، وهي امتداد طويل للأهوار بالقرب من مصب النهر، تسكنها العديد من الكائنات، مثل براونيز وزلزال أوزيس وبوجارتس والثعابين. يقع المنزل الريفي زيلدا هيب في جزيرة دراججن، في وسط المستنقعات. تم بناؤه فوق المعبد السري حيث وجد سبتيموس قارب التنين. وجد سبتيموس أيضًا البيضة (التي كان يعتقد أنها صخرة) والتي فقس منها البصاق فاير في هذا المعبد. صرحت سيج أن المستنقعات تستند إلى مناطق مستنقعات في نهاية جدول بالقرب من منزلها، وأن المد والجزر وأطوار القمر في الروايات تستند إلى تلك الخاصة بفالماوث، كورنوال.

#### الغابة
تقع الغابة في الشمال الغربي للقلعة، ويخشى سكان القلعة أنها منطقة مظلمة وخطيرة. تعيش ويندرون وساحر ومجتمع الساحرات هناك، كما يفعل جالينوس، معلم سارة هيب في فيزيك. تتميز الغابة بالعديد من الجوانب الغامضة، وتهيمن عليها الأشجار متغيرة الشكل أو الآكلة للحوم، بما في ذلك بنيامين هيب، وولفيرين، والأسرار. تمتلك الغابة طريقة سرية لنقل الشخصية إلى المسار المؤدي إلى بيت الفوركس. استندت سيجا في الغابة إلى غابات العصور الوسطى، والتي كانت ضخمة وتشكل قانونًا في حد ذاتها، وخالية من سلطة العالم الخارجي.

#### بيت الفوركس
بيت الفوركس هو منزل سحري يقع في مكان ما في أعماق غابة أخرى، ويحيط به شتاء دائم. إنه مبنى مثمن الأضلاع محاط بأربعة أعمدة مثمنة الأضلاع. هنا تلتقي جميع الأوقات، ويمكن أن تنتقل الشخصيات من وقت إلى آخر. يمكن للشخصيات أن تدخل المبنى من أي وقت، ولكن لا يمكنها تركه في الوقت المناسب لها إلا إذا كان هناك شخص آخر من ذلك الوقت يقف خارج الباب الرئيسي، وإلا فقدوا في الوقت المناسب، وقد ينتهي بهم الأمر في وقت لم يكن فيه بيت الفوركس موجودًا، مما يمنحهم أي فرصة للعودة. تم تسمية المنزل على اسم الفوركس، وهو مخلوق ضخم من الفيل في كون سبتيموس هيب.

### مواقع أخرى

#### الميناء

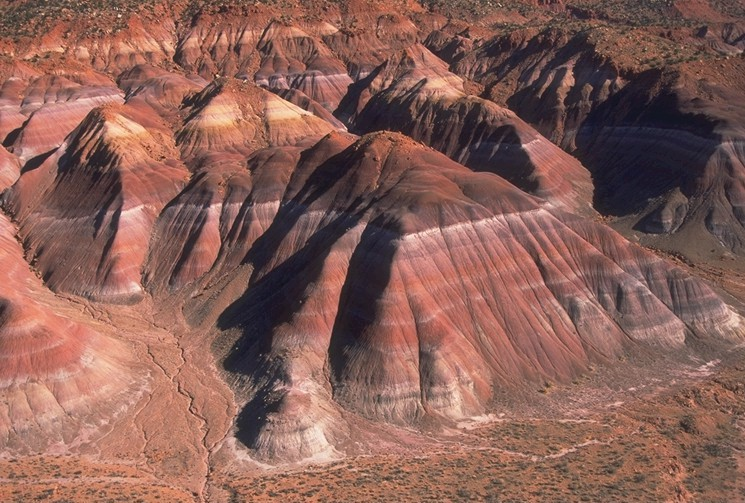
تشينل بادلاندز تشبه الأراضي الوعرة التي صورها الكتاب.

يقع الميناء في أقصى الجنوب بالقرب من البحر، ويتم تصويره على أنه مكان مليء بالغرباء. هنا تقوم السفن بتحميل حمولتها، والتي يتم التحقق منها من قبل ضابط الجمارك، أليس نيتلس (متوفى). يمكن أن تغري سحرة خطيرة تسمى ميناء ساحرة كوفين الغرباء في فخ أو تحويلهم إلى ضفادع. هناك طريق مختصر من الميناء إلى منزل زيلدا في مستنقعات مرام. أنشأت المؤلفة الميناء بسبب حبها للصخب المصاحب لوصول القوارب. وفقًا لسيج، فهي ترى الميناء مليئًا بـ «البدايات والمغامرات - والنهايات أيضًا».

#### الأراضي الوعرة
الأراضي الوعرة عبارة عن واد صخري وجلي على الحدود الشمالية لعالم سبتيموس هيل، حيث مارس دوم دانيال سحره المظلم في مرصد على قمة تل. يسكنها يورمز الأرض، وهي حيوانات عملاقة آكلة اللحوم تشبه الأفاعي، مما يجعلها مكانًا خطيرًا، حيث اعتاد سيمون هيب العيش أيضًا.

## استقبال
نُشرت روايات سبتيموس هيب بـ 28 لغة في جميع أنحاء العالم وبيعت أكثر من مليون نسخة في الولايات المتحدة، مع ظهور كل من الكتب في القوائم الوطنية الأكثر مبيعًا. نُشر الكتاب الأول، ماجيك في مارس 2005، وأصبح من أكثر الكتب مبيعًا على مستوى العالم بعد ظهوره في المرتبة الأولى في قائمة أفضل الكتب مبيعًا في نيويورك تايمز.

### استقبال نقدي
تلقت السلسلة مراجعات إيجابية في الغالب.
ذكرت مراجعة صحيفة الإندبندنت للكتب الصوتية أن الفصول قصيرة بما يكفي لإبقاء الأطفال الذين تزيد أعمارهم عن سبعة أعوام مهتمين، ولكن نظرًا لوجود أشباح وجرذان وجنود وقوارب تنين لمساعدة سيبتيموس والأميرة الشابة في محاربة مستحضر الأرواح الشرير دوم دانيال، هناك يكفي لإبقاء الأسرة بأكملها مسلية.

### مقارنات مع روايات خيالية أخرى
لاحظ بعض النقاد أوجه تشابه بين الأسماء في سبتيموس هيب وتلك الموجودة في هاري بوتر، مثل بتروك تريلاوني (صخرة جينا الأليفة) وسيبيل تريلاوني (أستاذ في هاري بوتر)، تحتوي كلتا السلسلتين أيضًا على بوجارتس (وهما مخلوقات مارش ذكية في سبتبيموس هيب ومبدلات الشكل في هاري بوتر). ردًا على ذلك، علق المؤلف البريطاني فيل نايت:
إن بتروك تريلاوني في كتب سبتيموس هيب لا علاقة له بالبروفيسور تريلاوني على الإطلاق. إنه مقدم إذاعة راديو 3 وقد يكون معروفًا جيدًا لأنجي سيج شخصيًا، ولكن بخلاف ذلك سيكون معروفًا على الهواء. فكر: لماذا تدعو جينا صخرة الحيوانات الأليفة «تريلاوني»؟ بالنسبة لمستمع راديو 3 مثلي، فهذا منطقي تمامًا... أما بالنسبة لبوغارتس ، فقد كانوا موجودين هنا في شمال إنجلترا لفترة طويلة. مانشستر لديها بوجارت هول كلوف، على سبيل المثال. إنهم ليسوا مثل مخلوقات سيج أو رولينج، لكنهم موجودون مسبقًا.
تمت مقارنة المسلسل أيضًا بروايات خيالية أخرى: على سبيل المثال، الحلقة السحرية لحوتب رع تستحضر سيد الخواتم، والرحلات في السلسلة «إلى حد ما نارنيا إسك في طريقة لعبها»، وبالمثل، فإن مفهوم الابن السابع القوي للإبن السابع كان مستخدمًا سابقًا في سلسلة ألفين ميكر لبطاقة أورسون سكوت. لا يعتبر رش الأفكار المستعارة بالضرورة سمة سلبية: فهذه الأفكار تلعب دورًا في تطوير نكهة السلسلة و«لا تحيدها بالضرورة عن أصالتها».

## روابط خارجية
- الموقع الرسمي للولايات المتحدة لكومة سبتيموس